# Chantourné
 (septembre 2024).
Si vous disposez d'ouvrages ou d'articles de référence ou si vous connaissez des sites web de qualité traitant du thème abordé ici, merci de compléter l'article en donnant les références utiles à sa vérifiabilité et en les liant à la section « Notes et références ».

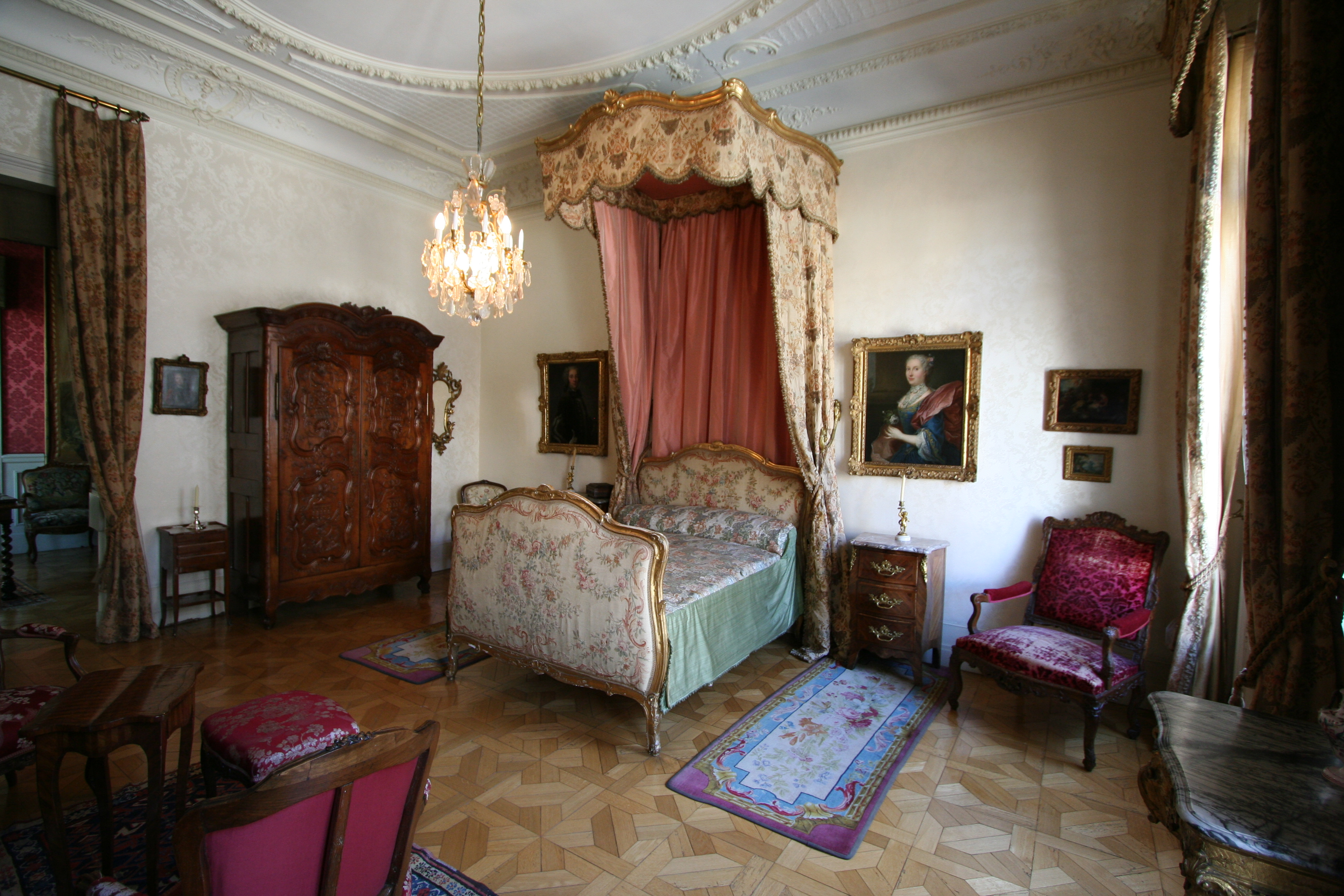
Chantourné en tête de lit, dans une chambre de style Louis XV au musée Grobet-Labadié à Marseille.

En décoration intérieure, un chantourné est un ouvrage en tissu appliqué sur un panneau de bois (à volutes ou à lignes concaves et convexes) que l'on plaçait à la tête du lit. Ce genre de décoration était à l'honneur sous le règne de Louis XV.

## Étymologie
Le terme chantourné dérive du verbe « chantourner », qui signifie « découper » ou « évider suivant un profil curviligne ».

## Par extension

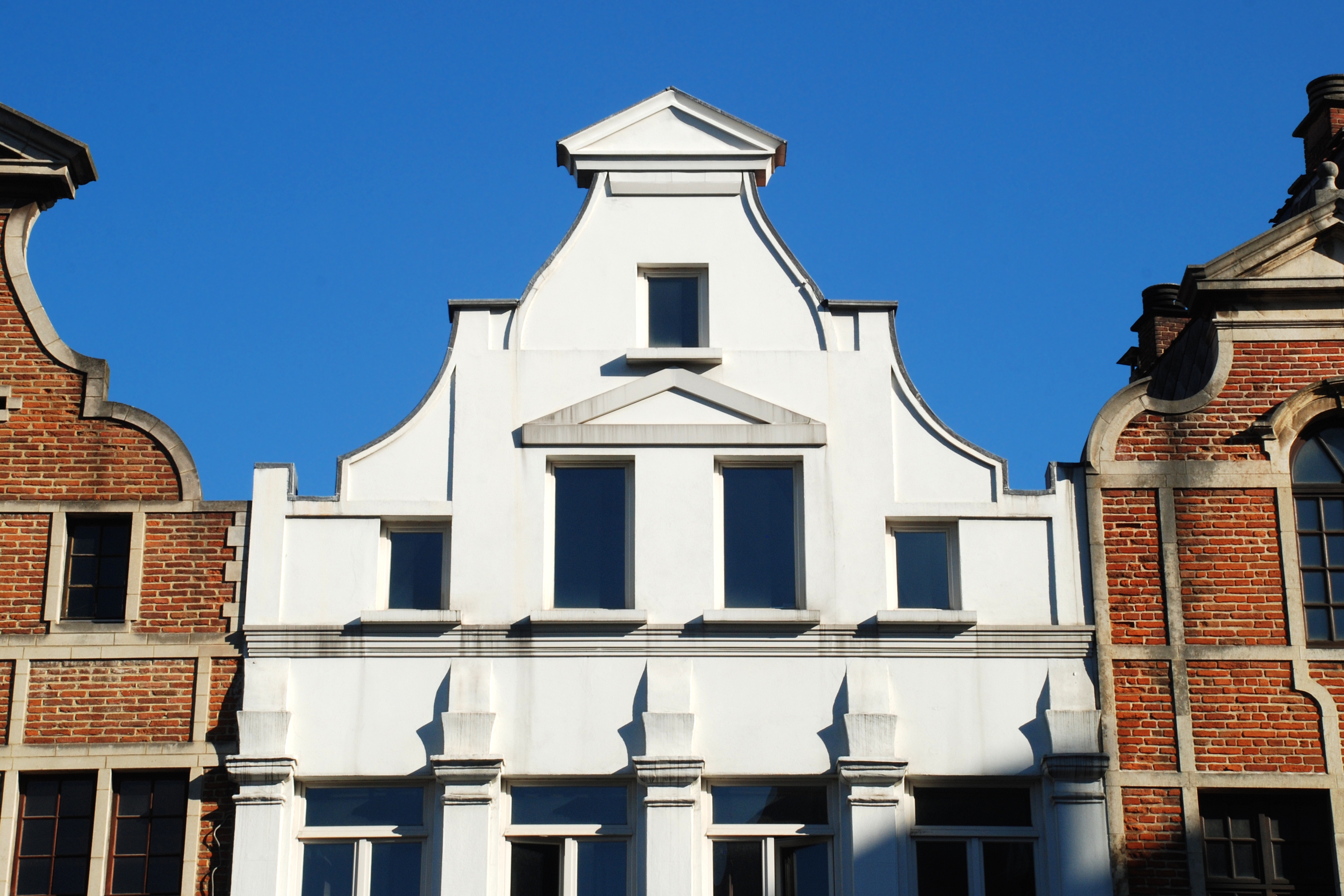
Pignon baroque chantourné
Bruxelles, rue de la Montagne no 14.

Par extension, ce mot est utilisé comme adjectif et désigne également :
- toute sorte de découpages faits dans du bois principalement (bois chantourné) ;
- en architecture : certains types de pignons présentant des successions de courbes et d'angles droits ;
- une barre de fer torsadée d'un quart de tour.